# Cynthia Rodríguez
Cynthia Deyanira Rodríguez Ruiz (Monclova, Coahuila, México; 8 de mayo de 1984), conocida como Cynthia Rodríguez es una cantante, actriz, presentadora de televisión y youtuber mexicana.
Conocida por su desplante y su potencial como cantante al participar en la cuarta generación del reality show de canto La Academia en el año 2005, obteniendo el cuarto lugar allí; y en las dos últimas temporadas del programa Desafío de estrellas, ambos emitidos por el canal de televisión mexicano TV Azteca.
Ha grabado tres discos de estudio, tales como Soy, Provócame y Tú como yo, con este último, se incursionó como cantante grupera y este disco se posicionó dentro de los Top 10 en todos los rankings de todas las emisoras de radio en su natal México, además de interpretar varios temas centrales de diversas telenovelas de dicho canal. 
También muestra sus dotes en la actuación, ya que actuó en ocho telenovelas y en tres series, emitidas por TV Azteca, también en una obra de teatro y en una película. Además, se incursionó como presentadora con ocho programas en la misma televisora y 2 de ellos en el canal mexicoestadounidense hermano del mencionado canal, Azteca América. 
Su canal oficial de YouTube, Cynthia TV, obtiene más de 930 000 suscriptores.

## Biografía
Cynthia Deyanira Rodríguez Ruiz nació el 8 de mayo de 1984 en la ciudad de Monclova, Coahuila, México. Antes de iniciar su carrera artística, se desempeñó como entrenadora de un equipo de porristas en el Colegio La Salle de Monclova. 
Además se encontraba estudiando el cuarto semestre de la carrera de Administración de Empresas en la Universidad Americana del Noreste (UANE). Anteriormente, obtuvo un título como profesionista técnica en el Centro Bachillerato Tecnológico Industrial y de servicios número 36 de Monclova, donde dio a conocer sus talentos artísticos en festivales escolares y en el grupo de porristas de la misma escuela. 
En 2005, inicia su carrera artística al ingresar a la cuarta edición del conocido reality show musical mexicano de TV Azteca, La Academia; en donde, luego de ser seleccionada entre más de 100 mil aspirantes, mostró su potencial desde el primer concierto de la denominada Cuarta Generación de este reality show, pues el dueto que realizó junto a Erasmo Catarino (quien sería el ganador de esa edición) con el tema «Sabes una cosa», fue considerado una de las mejores interpretaciones de la noche. Obtuvo el cuarto lugar en dicha edición de este reality, significando el inicio de su carrera como cantante.
En 2006, lanza su primer disco como solista titulado Soy, por parte del sello discográfico Warner Music México, producido por Óscar López, desprendiendo su primer sencillo homónimo, después de haber participado en la segunda edición del programa de canto Desafío de estrellas, en donde ganó la mejor interpretación de la noche en una emisión interpretando la canción de Alejandra Guzmán, «Volverte a amar»; semanas después fue expulsada un concierto antes de la final. A la par interpreta el tema de la serie Deja que la vida te despeine de la marca Sedal. Meses después, lanzó su segundo sencillo para este disco, «Y ahora vienes tú», canción que tuvo poco éxito en las estaciones de radio, debido a la poca promoción.
Además de su carrera como cantante, Cynthia debutó en la actuación participando en las telenovelas Se busca un hombre y Bellezas indomables; a la par debuta como conductora en varios programas televisivos como Festival Azteca Music, Luna Beijing y Véngache pa' ca. Con estos proyectos en Televisión, ha demostrado que más que poseer talento para el canto, también en las últimas dos facetas.
En 2008, lanzó su segunda producción discográfica Próvocame, siendo su último trabajo con el sello Warner Music México; en él contiene covers, y se desprende su sencillo «TBC». Al año siguiente, participó en la tercera edición de Desafío de estrellas llamada El gran desafío de estrellas, esta vez, lo hace en compañía de su compañero y conductor de Festival Azteca Music, Jorge Guerrero, con quien obtuvieron el noveno lugar en la competencia.
Durante su carrera artística, ha grabado temas centrales para varias telenovelas de TV Azteca a dúo con otros artistas, tales como «Si no estás conmigo» con su excompañero de reality José Luis Díaz, para la telenovela mexicana Amor en custodia;«La fuerza del destino» con Adrián Varela para Mujer comprada;y «Algo entre los dos» con Raúl Sandoval para la telenovela Los Rey. Filmó varios episodios del unitario Lo que callamos las mujeres. 
En 2011, luego de retirarse del sello Warner Music México luego de tres años, Cynthia firmó un contrato con el sello discográfico Sony Music, y graba su tercer álbum discográfico Tú como yo, en donde se incursiona en la música regional mexicana (grupera) con canciones escritas y compuestas por diversos cantautores y compositores como Espinoza Paz, Áureo Baqueiro, A.B. Quintanilla, Leonel García (ex Sin Bandera) y Paty Cantú, consolidando su carrera musical y posicionando dentro de los Top 10 en diversas emisoras de radio en México, y con el cual, es apodada como "La princesa grupera". En él, incluyen los temas «De ti», «Ven», «Enamorada» y la canción homónima «Tú como yo», que es un dueto con el rapero y exintegrante del grupo mexicano Kumbia All Starz, Ricky Rick; además del tema central de la telenovela Huérfanas, «Cuando no estás»; también se realizó una gira de conciertos tanto en Estados Unidos como en México, promocionando este disco. 
Ese mismo año, seguía trabajando en TV Azteca, esta vez, participando como coconductora del programa de ayuda y apoyo, Red Ángel, junto con el actor y conductor Omar Fierro.
Años después, en el año 2013 participó en las telenovelas Los Rey y Corazón en condominio, esta última protagonizó junto con Víctor García, con quién además interpreta el tema central de la telenovela; en 2014 incursionó como jurado del programa de imitaciones Soy tu doble; y más tarde, el productor Eduardo Paz la anuncia para protagonizar el musical ¡Qué rico mambo!, debutando como actriz de teatro.
Durante el año 2015, Cynthia junto con Víctor García y Alex Garza presentaron el programa de entretenimiento Viva el show para TV Azteca. 
En 2017 lanza su sencillo Conquistame, fue conductora del programa de música grupera Corazón grupero, a estos se les suman sus participaciones en las telenovelas Las Malcriadas y Educando a Nina, esta última es una versión mexicana de la serie argentina homónima, donde ella es protagonista, interpretando un doble protagónico de gemelas. Además, grabó un dueto con la también actriz y cantante Mariana Seoane, con una versión del tema «Me equivoqué». 
En 2018 Cynthia regresó al reality La Academia, esta vez como presentadora de backstage y copresentadora; y meses después, se incorporó a la animación del programa misceláneo Todo un show, sustituyendo a la presentadora Anette Cuburu, Cynthia compartió junto con el youtuber, actor y presentador de televisión Roger González, la periodista de espectáculos Laura G y el recordado actor y conductor argentino Fernando del Solar, para más tarde, incorporarse junto con sus compañeros como elenco principal del matinal Venga la alegría luego del fin anticipado de Todo un show; ella permaneció tres años allí, en 2019 participa en la película El hubiera sí existe. 
Durante inicios del año 2021, en el mes de abril Cynthia Rodríguez presenta su marca de cosméticos llamada CYN: by Cynthia Rodríguez en la que maneja sus productos.
Después de más de 15 años en televisión, es en el año 2022 que Cynthia abandona TV Azteca y el matinal Venga la alegría para empezar a dedicarse a varios compromisos personales por un largo tiempo fuera de los medios.
Además, Cynthia se lanzó como youtuber con su canal oficial de YouTube, Cynthia TV, donde realiza diferentes secciones relacionadas con la belleza, las recetas saludables y el deporte fitness; también realiza una sección de entrevistas a diversos artistas, desafíos y recordar sus vídeos musicales. Actualmente, este canal obtiene más de 920 mil suscriptores.

## Vida personal
Desde 2016, mantuvo una relación de noviazgo con el también cantante Carlos Rivera; con quien contrajo matrimonio años más tarde. Debutaron como papás el 3 de agosto de 2023 con el nacimiento de León.Actualmente reside en Casa Huamantla, Tlaxcala.

## Discografía

### Álbumes de estudio
- Soy  (2006)[31]
- Provócame (2008)[32]
- Tú como yo (2011)[33]

### Sencillos
- Soy
- Y ahora vienes tú
- TBC
- Provócame
- De ti
- Tú como yo (con Ricky Rick)
- Ven
- Cuando no estás (Huérfanas)
- En otra vida
- Enamorada
- No puedo más
- Vivir en pecado
- Conquístame
- Amor, amor (Educando a Nina)

### Colaboraciones
- Si no estás conmigo (con José Luis Díaz)
- La fuerza del destino (con Adrián Varela)
- Algo entre los dos (con Raúl Sandoval)
- Corazón en condominio (con Víctor García)
- Me equivoqué (con Mariana Seoane)
- Escápate conmigo (con David Palacio)

### Bandas sonoras
- Amor en custodia
- Deja que la vida te despeine
- Mujer comprada
- Huérfanas
- Los Rey
- Corazón en condominio
- Educando a Nina

## Premios
| Premio             | Año  | Categoría          | Resultado |
| ------------------ | ---- | ------------------ | --------- |
| Socialiteen Awards | 2020 | Conductora del Año | Ganadora  |

## Filmografía

### Cine
- El hubiera sí existe (2019)

### Programas de televisión
- La Academia: Cuarta Generación (2005) - Participante (4.° lugar)
- Desafío de estrellas 2 (2006) - Participante (expulsada)
- La Academia Cinco: La generación de la luz (2006) - «Madrina» del participante Samuel Castelán Marini
- Festival Azteca Music (2007) - Presentadora
- Luna Beijing (2008) - Presentadora
- Véngache pa' cá (2008) - Presentadora
- El gran desafío de estrellas (2009) - Participante (9.° lugar)
- Red Ángel (2010) - Coconductora
- La Academia Bicentenario: La casa de La Academia (2010) - Presentadora
- Soy tu doble (2014) - Jurado
- Viva el show (2015) - Presentadora
- Corazón grupero (2017) - Presentadora
- La Academia (2018-2020) - Presentadora backstage
- Todo un show (2018-2019) - Presentadora
- Venga la alegría (2019-2022) - Presentadora[34]

### Teatro
- Que rico mambo (2014)[35]

### Telenovelas y series
- Se busca un hombre (2007) - Fernanda
- Bellezas indomables (2007 - 2008) - Vilma Díaz Ojeda
- Mujer comprada (2009) - Susana "Susa" Romero
- Lo que callamos las mujeres (2009-2010) - Varios episodios
- Quiéreme tonto (2010) - Presa
- Huérfanas (2011) - Cameo e intérprete del tema musical
- A corazón abierto (2011) - Deborah
- Los Rey (2012) - Tamara
- Corazón en condominio (2013 - 2014) - Tatiana de la Garza
- El Vato (2016) - Mía Carrasco
- Las Malcriadas (2017 - 2018) - Teresa Villa
- Educando a Nina (2018) - Nina Peralta / Mara dos Puertas